# Јелена Тинска
Јелена Тинска (Земун, 25. април 1953) српска је глумица, балерина, плесачица, списатељица, колумниста и водитељка.

## Биографија
Рођена као Јелена Петровић од оца Александра Петровића књижевника и преводиоца. Завршила је Пету београдску гимназију и Средњу балетску Лујо Давичо. Студирала је историју уметности на Филозофском факултету и Апсолвирала је глуму на Академији за позориште, филм, радио и телевизију у Београду и историју уметности на Филозофском факултету у Београду.
Две деценије је била члан Малог позоришта "Душко Радовић". Одиграла 23 главне улоге у представама за децу.  Неке од њих су:
- Аска и вук, 1979.
- Снежна бајка, 1981.
- Позориште Ка-Ри-Ко, 1985.
- Учитељ плеса, 1986.
- Тигар са супер поврћем, 1989[1] и друге.

Била је чланица плесне групе "Локице".
Њена ћерка Милица Зелда Тинска је глумица, а ћерка Љубица Јентл Тинска балерина.

## Филмографија
| Год.       | Назив                                | Улога                |
| ---------- | ------------------------------------ | -------------------- |
| 1950.-те   |                                      |                      |
| 1956.      | Ципелице на асфалту                  |                      |
| 1960.-те   |                                      |                      |
| 1968.      | Има љубави, нема љубави              | Љиљана               |
| 1970.-те   |                                      |                      |
| 1970.      | Максиметар                           | студенткиња          |
| 1970.      | Седморица младих                     |                      |
| 1976.      | Два другара                          |                      |
| 1977.      | Професионалци                        |                      |
| 1978.      | Недељом по подне                     |                      |
| 1978.      | Седам плус седам (ТВ серија)         |                      |
| 1979.      | Пјевам дању, пјевам ноћу             |                      |
| 1980.-те   |                                      |                      |
| 1980.      | Снови, живот, смрт Филипа Филиповића |                      |
| 1980.      | Било, па прошло                      | девојка              |
| 1980.      | Подијум                              | Милица, Аска, Јелена |
| 1981.      | Сок од шљива                         | Милена               |
| 1982.      | Смрт господина Голуже                |                      |
| 1983.      | Нешто између                         |                      |
| 1984.      | Не тако давно                        |                      |
| 1984.      | Формула 1 (ТВ серија)                |                      |
| 1986.      | Смешне и друге приче                 | секретарица          |
| 1986.      | Фрка (ТВ серија)                     | Јелена               |
| 1987.      | Бригада неприлагођених               | пријатељица ноћи     |
| 1987.      | И то се зове срећа                   |                      |
| 1989.      | Шведски аранжман                     |                      |
| 1990.-те   |                                      |                      |
| 1987—1990. | Бољи живот                           | Љубица/Мила          |
| 1994.      | 7+7                                  |                      |
| 2010.-те   |                                      |                      |
| 2010.      | Шесто чуло (ТВ серија)               | Лела                 |